# Hovachelus oberthuri
Hovachelus oberthuri är en skalbaggsart som beskrevs av Leon Fairmaire 1897. Hovachelus oberthuri ingår i släktet Hovachelus och familjen Melolonthidae. Inga underarter finns listade i Catalogue of Life.